# Rietschen
Rietschen är en kommun och ort i Landkreis Görlitz i förbundslandet Sachsen i Tyskland. Kommunen har cirka 2 500 invånare.
Kommunen ingår i förvaltningsområdet Rietschen tillsammans med kommunen Kreba-Neudorf.